# Battrans
Battrans ist eine Gemeinde im französischen Département Haute-Saône in der Region Bourgogne-Franche-Comté.

## Geographie
Battrans liegt auf einer Höhe von 201 m über dem Meeresspiegel, vier Kilometer südöstlich von Gray und etwa 36 Kilometer nordwestlich der Stadt Besançon (Luftlinie). Das Dorf erstreckt sich im Südwesten des Départements, am Rand der Ebene von Gray, am Bach Dhuys südöstlich der Talniederung der Saône am Nordrand des Forêt des Hauts-Bois.
Die Fläche des 5,32 km² großen Gemeindegebiets umfasst einen Abschnitt der leicht gewellten Landschaft südöstlich der Saône. Von Südosten nach Nordwesten wird das Gebiet von der Niederung der Dhuys durchquert, die für die Entwässerung über die Morte zur Saône sorgt. Auf beiden Seiten dieser Talniederung dehnt sich ein Plateau aus, das durchschnittlich auf 215 m liegt. Es wird überwiegend landwirtschaftlich genutzt. Im Süden reicht das Gemeindeareal an den Rand des großen Forstgebietes des Forêt des Hauts-Bois. Mit 239 m wird hier die höchste Erhebung von Battrans erreicht. Die östliche Abgrenzung verläuft im Bois de Belle Combe (bis 233 m). In geologischer Hinsicht besteht der Untergrund von Battrans aus einer Wechsellagerung von sandig-mergeligen und kalkigen Schichten aus dem  Tertiär und der oberen Jurazeit.
Nachbargemeinden von Battrans sind Ancier im Norden, Velesmes-Échevanne im Osten, Cresancey im Süden sowie Gray im Westen.

## Geschichte
Erstmals urkundlich erwähnt wird Battrans im Jahr 1133 unter dem Namen Balterens. Der Ortsname leitet sich vermutlich vom Personennamen Balterius ab und bedeutet so viel wie bei den Leuten des Balterius. Das Gebiet wurde von den Mönchen des Klosters Corneux urbar gemacht. Im Mittelalter gehörte das Dorf zur Freigrafschaft Burgund und darin zum Gebiet des Bailliage d’Amont. Die Ortschaft wurde 1361 von den Routiers gebrandschatzt und verwüstet. Im Jahr 1630 wurde Battrans von einer Pestepidemie heimgesucht. Zusammen mit der Franche-Comté gelangte das Dorf mit dem Frieden von Nimwegen 1678 definitiv an Frankreich. Im 19. Jahrhundert wurde bei Battrans Eisenerz abgebaut und in einem Hochofen verhüttet. Während des Deutsch-Französischen Krieges war der Ort 1870 Schauplatz einer Schlacht zwischen den Franzosen und den Preußen.

## Sehenswürdigkeiten
Die Kirche Saints-Pierre-et-Saint-Paul, die ursprünglich aus dem 13. Jahrhundert stammt, wurde 1833 restauriert. Sie beherbergt ein Holzkruzifix (15. Jahrhundert) sowie einen Altar und eine Kanzel aus dem 18. Jahrhundert. Zu den weiteren Sehenswürdigkeiten zählen das Pfarrhaus, die Mairie (Gemeindehaus), das Lavoir und der 1970 angelegte Weiher in einem großen Park (Arboretum mit rund 300 Baumarten).

## Bevölkerung
| Jahr                       | 1962 | 1968 | 1975 | 1982 | 1990 | 1999 |
| Einwohner                  | 116  | 93   | 92   | 154  | 189  | 204  |
| Quellen: Cassini und INSEE |      |      |      |      |      |      |

Mit 231 Einwohnern (2007) gehört Battrans zu den kleinen Gemeinden des Département Haute-Saône. Nachdem die Einwohnerzahl in der ersten Hälfte des 20. Jahrhunderts deutlich abgenommen hatte (1891 wurden noch 207 Personen gezählt), wurde seit Mitte der 1970er Jahre wieder ein kontinuierliches Bevölkerungswachstum verzeichnet. Seither hat sich die Einwohnerzahl mehr als verdoppelt.

## Wirtschaft und Infrastruktur
Battrans war lange Zeit ein vorwiegend durch die Landwirtschaft (Ackerbau, Obstbau und Viehzucht) geprägtes Dorf. Heute gibt es verschiedene Betriebe des lokalen Kleingewerbes. In den letzten Jahrzehnten hat sich das Dorf zu einer Wohngemeinde gewandelt. Viele Erwerbstätige sind deshalb Wegpendler, die in Gray und den anderen größeren Ortschaften der Umgebung ihrer Arbeit nachgehen.
Die Ortschaft liegt abseits der größeren Durchgangsachsen, ist aber von der Hauptstraße D67, die von Gray nach Besançon führt, leicht erreichbar. Weitere Straßenverbindungen bestehen mit Ancier und Velesmes-Échevanne.